# دنی وب (بازیگر)
دنی وب (انگلیسی: Danny Webb (actor)؛ زادهٔ ۶ ژوئن ۱۹۵۸) یک هنرپیشه اهل بریتانیا است.

## گزیدهٔ نقش‌آفرینی‌ها
از فیلم‌ها یا برنامه‌های تلویزیونی که وی در آن نقش داشته است می‌توان به آثار زیر اشاره کرد.
- هرگز پیر نشو (۲۰۱۹)
- لاک (۲۰۱۴)
- والکیری (۲۰۰۸)
- بیگانه ۳ (۱۹۹۲)
- هنری پنجم (۱۹۸۹)
- نزدیکی صمیمانه (۱۹۸۷)
- پایانی نیست (۱۹۸۵)
- سالی از خورشید خاموش (۱۹۸۴)
- هیومنز (۲۰۱۵)
- پوآرو (فصل اول) (۲۰۱۳)
- شرلوک (۲۰۱۲)
- انسان بودن (۲۰۱۱)
- آدمکشان میدسامر (۲۰۱۰)
- شهر هالبی (۲۰۱۰)
- شیادها (۲۰۱۰)
- مارپل آگاتا کریستی (۲۰۰۷)
- آدمکشان میدسامر (۲۰۰۶)
- دکتر هو (۲۰۰۶)
- هتل بابل (۲۰۰۶)
- در معرض خشم (۲۰۰۵)
- شاهد خاموش (۲۰۰۴)
- هنری هشتم (۲۰۰۳)
- سگ باسکرویل (۲۰۰۲)
- در آغاز (۲۰۰۰)
- بدبیاری (۱۹۸۶)
- پوآرو (۱۹۸۹)